# Khitan
Els kitan o khitan (transcripció antiga xinesa K'i-tan; 契丹; pinyin: Qìdān), Khitai o Khitaï (transcripció arabo-persa) o Kitat (en mongol) foren un grup mongol nòmada de l'Àsia oriental, que apareixen esmentats per primer cop a les fonts xineses vers 405 o 406 quan estaven establerts a l'oest del riu Leao-ho, entre aquest i el seu afluent en Chara-mouren a la que després fou província de Jehol.

## Etimologia
Actualment no hi ha consens sobre l'etimologia del nom Khitan. Bàsicament hi ha tres teories:
- Segons Feng Jiasheng, aquest nom prové dels noms dels caps Yuwen.[2]
- Zhao Zhenji creu que aquest terme s'origina a partir de la paraula “Xianbei” (Tribus Hsien-Pei) i significa “un lloc on els Xianbei han viscut”.[3]
- L'erudit japonès Otagi Matuo considera que el nom Khitan va ser originalment “Xidan”, que significa “la gent similar al poble Xi” o “la gent que viu entre els Xi”.[4]

## Llengua i escriptura
La seva llengua era el kitan (o Liao kitan), ja extinta i suposadament relacionada amb el protomongol dins de la discutida família lingüística altaica, i era una llengua escrita amb dos sistemes: l'escriptura kitan gran (derivada dels caràcters han xinesos) i l'escriptura kitan petita (creada per l'erudit Diela vers l'any 925, inspirat possiblement en l'alfabet uigur). D'aquesta escriptura kitan no en queden gairebé rastres.

## De la submissió a la grandesa
Van quedar sotmesos als turcs orientals del kan Muhan el 560. El 696 van dirigir una expedició al Hopei pel pas de Chan-hai-kuan, a la zona de Yong-p'ing i fins a la plana de Beijing (Pequín). L'emperadriu regnant Wu Heou, va demanar l'ajut del qaghan dels Turcs orientals Baktshor o Mo-t' cho, que va sorprendre els kitan i els va derrotar de manera completa (697). Van tardar tres segles a recuperar-se d'aquest cop.
El 734 i 735 es va lliurar una guerra fronterera entre els kitan i els xinesos però sense cap resultat apreciable. El 751, al mateix any que la batalla de Talas, els kitan van derrotar el nord-est de P'ing-lou (prop de P'ing-ts'iuan) a un exèrcit xinès que envaïa els seus territoris; el comandant xinès era precisament un kitan de nom Ngan Lou-chan, que s'havia posat al servei de la Xina i havia esdevingut favorit de l'emperador Hiuan-tsong; el 755 Ngan va intentar enderrocar a Hiusan-tson de la dinastia Tang i esdevenir emperador, però no ho va aconseguir.
Durant tota la resta del segle VIII i al segle IX els kitan van romandre a les seves terres al nord-oest del Leao-ho; al començament del segle X un cap especialment coratjós anomenat en transcripció xinesa antiga Ye-liu A-pao-ki, els va començar a organitzar i adoptar certs aspectes de la cultura xinesa; va fixar la dignitat de kan en el seu clan (el Ye-liu). A-pao-ki va aprofitar la guerra civil a la Xina per apoderar-se de Hebei (Hopei), però fou rebutjat a Wangtou al sud de Paoting (922) per Li Ts'un-hiu, fundador de la dinastia xinesa dels Tang posteriors (923). El 924 va entrar a Mongòlia, va arribar a l'Orkhon, va ocupar Qara Balgasun d'on va expulsar els kirguís que s'hi havia establert des de vers el 840 en lloc dels uigurs, i els va rebutjar cap a la zona de l'alt Ienissei i les estepes de l'oest. A-pao-ki va oferir al kan uigur del Kansu occidental de restituir-li la possessió del país de l'Orkhon, però els uigurs, ja sedentaritzats, van refusar la possibilitat de tornar-se a moure. Cap a l'est, els dongus djürchät que vivien al nord-est de Manxúria, van esdevenir vassalls dels kitan i A-pao-ki va destruir el regne donguso-coreà de Pohai que incloïa la moderna Corea del Nord i la part de Manxúria a l'est del Leao-tong (des de Kharbin i Vladivostok fins a Darien). En aquesta expedició va morir el kan dels kitan (926).

## El kan Tö-kuang
La seva viuda Chou-lu Che (Che del clan Chou-lu) tenia una energia de ferro i va aconseguir imposar com a successor a un dels seus fills, el seu preferit, segon en naixement; va reunir l'assemblea de l'horda i va fer muntar a cavall al seu fill gran T'ou-yu i al segon Tö-kuang i va encarregar als nobles d'agafar la brida del cavall del que volguessin per kan; però tots sabien el que volia, i així fou escollit Tö-kuang que fou kan del 927 al 947. Als primera anys va governar amb la mare; aquesta es desfeia dels caps que no li agradaven enviant-los a la tomba del seu marit suposadament per portar al mort notícies de la seva dona, però ja tenia uns guàrdies que els mataven quan es presentaven allí. Va encarregar l'administració del país al ministre xinès Han Yen-Huei que va introduir moltes costums civilitzadores xineses.
El 936 Tö-Kuang va començar a intervenir activament en els afers, quan va protegir el general imperial xinès d'origen shato, Che King-t'ang, revoltat contra els Tang posteriors; en el seu ajut va baixar per la regió de Hebei (Hopei) pel pas de Kou-pei-K'eou, amb un exèrcit de 50.000 homes i va ajudar al general a derrotar els imperials i pujar al tron fundant la dinastia dels Jin posteriors (Heou Tsin); com a compensació els kitan va rebre el nord de Hebei incloent Yeou-tcheou o Yun-tcheou (moderna Pequín) i la part més al nord del Shansi (Shanxi) amb Yun-tcheou (moderna Ta-t'ong), regió que en conjunt era anomenada Setze prefectures (Beijing i cap a l'oest en una amplada d'entre 100 i 150 km). Aquesta entrega permetia per primer cop als "bàrbars" de les estepes establir-se al darrere de la Gran Muralla Xinesa. Beijing, ocupada pels Kitan els 936, va passar més tard als djürchät, i d'aquests als genguiskànides i va restar en poder del nòmades del 936 al 1368. Tö-kuang hi va establir a Pequín la seva capital del sud (en xinès Nan King) el 938 mentre la capital de nord era Lin-huang (a la vora del Chara-mouren, a Manxúria), la seva capital oriental era Liaoyang i el 944 va establir Ta-t'ong com a capital occidental.
Che King-t'ang va restar un fidel aliat i vassall dels kitan fins a la seva mort el 942, però el seu nebot i successor Shi Chonggui (Che Tchong-kuei), es va separar de l'aliança i va voler esdevenir independent; això fou un error greu, ja que el 946 Tö-Kuang el va derrotar a l'altura de Ho-kien-fu, i els kitan van creuar el riu Groc i es van presentar davant Kaifeng (llavors anomenada Ta-leang), la capital dels Jin posteriors, on Tö-kuang va entrar el dia 1 de gener del 947; allí es va vestir com un xinès, agafant el nom dinàstic de Liao (Leao) i va pensar a proclamar-se emperador, però llavors van començar les revoltes de la població xinesa i els rovoltats començaren a massacrar a les guarnicions dels kitan i finalment va decidir la retirada cap a Jehol, emportant-se a tota la cort xinesa Jin presonera; en arribar a Tchen-ting el kan va morir i aquesta circumstància va impedir una possible conquesta de la Xina pels kitan (947).
Retirats els kitan, el general xinès d'origen shato Lieu Tche-yuan, governador del Shanxi, fou proclamat emperador per les tropes (febrer del 947) i va entrar fàcilment a Kaifeng amb el suport popular i es va proclamar emperador (abril del 947) fundant la dinastia dels Han posteriors.

## El regne Liao
Els kitan van tenir com a nou cap a Shizong (947-951) i després Muzong (951-968). El 951 els Han posteriors foren enderrocats pels Zhou posteriors (Heou Tchou) i es van refugiar al Shenxi central on van fundar una nova dinastia coneguda com a Zhao anteriors (Pei Han) que va durar del 951 al 979, amb capitalitat a Taiyuan. La guerra fou des de llavors permanent entre els Zhou posteriors de Kaifeng i els Han del Nord de Taiyuan i després (a partir del 960) entre els Song (successors dels Zhou) i els Han del Nord; aquests darrers, necessitats d'aliats, es van posar sota protecció dels kitan; exèrcits kitan els van auxiliar diverses vegades, cada cop que un exèrcit enemic s'acostava a Taiyuan. El 968 l'emperador Song, T'ai-tsou (Tchao K'uang-yin) va fer un fort intent contra Taiyuan que fou salvada pels kitan. El 975 els Song havien reunificat Xina on no obstant restava el petit estats dels Han del Nord.
El 979 finalment el segon emperador Song, Tai Tsong, va poder ocupar Taiyuan i annexionar el territori ambicionat, tot i que els kitan van córrer en ajut dels seus aliats; tot seguit l'emperador Song va decidir recuperar als kitan els territoris que dominaven al sud de la Gran Muralla amb Ta-t'ong i Beijing però fou refusat pel kan kitan Ye-liu-Hien (968-982) i els seus generals; els imperials van arribar fins a Beijing (llavors anomenada Yen-king o Yeu-Tcheou) i en va començar el setge però fou derrotat pel general kitan Hieu-ko, del clan Ye-liu, prop del riu Kao-leang-ho al nord-oest de Beijing i es va haver de retirar cap a Tcho-techeou, en el camí de Beijing a Paoting (979); els kitan van intentar envair la part xinesa del Hebei però el general Hieu-ko fou derrotat davant Tcheng-ting.
El 986 l'emperador T'ai-tsong ho va tornar a provar aprofitant que el kan kitan Hien havia mort i el seu fill i successor Long-siu (983-1031) només tenia dotze anys al pujar al tron i estava sota regència de la vídua Siao-che. L'exèrcit xinès, dirigit per Ts'ao Pin, P'an Mei i Yang Ye, fou dividit en diverses columnes que van avançar cap a Beijing i Ta-t'ong; aquesta darrera fou ocupada però les columnes que avançaven cap a Beijing no van poder passar de Tcho-tcheou i finalment foren derrotades pel general kitan Hieu-ko a Ki-Keou-Kuan (al sud-oest de Tcho-tcheou, prop de Yi-tcheo) sent refusades fins al riu Kiu-man-ho, a mig camí entre Beijing i Paoting; la resta de les forces xineses es van retirar cap al sud perseguits per Hieu-ko, que els va atrapar durant el pas del riu Cha-ho on va fer una gran matança; els kitan van ocupar Chen-tcheou (prop de Tcheng-ting), Tö-tcheou i Chuen-to, però després es van aturar i ja no van seguir cap al sud (986); el 989 els xinesos van poder contraatacar i aconseguir una victòria a Pao-ting-fou. El 990 el kan dels kitan, sobirà de totes les hordes del Gobi oriental, va reconèixer el regne de Si-Hia establert pels tangut a la zona de l'Ordos i l'Alashan. Xina quedava amenaçada pel nord-oest per Si-Hia i pel nord i nord-est pels kitan o Liao.

## Pau de Tch'en-tchou amb Xina
El 1004 el kan kitan Ye-liu Long-siu va atacar territori de la dinastia Song (on regnava el tercer emperador, Tchen-tsong) al sud de Hebei (Hopei) i es va apoderar de Pao-tcheou (moderna Pao-ting), Ki-tchou (Ta-ming) i Tö-ts'ing (Ts'ing-fong-hien) aquesta darrera enfront de Kaifeng, la capital xinesa de la que només estava separada pel riu Groc. Els cortesans aconsellaven traslladar la capital a Nankin o a Sichuan, però l'emperador va refusar; en territori ocupat pels kitan resistia la ciutat de Tch'en-tchou (K'ai-tcheou a la nomenclatura manxú i modernament P'ou-yang-hien) on el capità Li ki-long havia produït nombroses baixes als kitan que l'amenaçaven; era una ciutat estratègica pels kitan per poder continuar avançant cap al sud, i l'emperador va tindre la gosadia de sortir de la seva capital per anar a portar ajut al capità Li; aquesta actitud ferma va fer considerar als kitan que era millor un acord i es va signar un tractat de pau a la mateixa ciutat (1004) pel qual es retornava a les fronteres del 936 amb Beijing i Ta-t'ong als kitan i Paoting i Ning-wou als xinesos; Hebei quedava partit pel nord de Pa-tcheou (que restava xinesa) i el Sanxhi (shansi) pel nord de Wou-t'ai-chan (que també restava xinesa). Aquesta pau va durar un segle.

## Ambicions orientals i occidentals
Els kitan va desplaçar les seves ambicions cap a Corea i el Gobi; cap al Gobi van arrabassar als uigurs (1009) el Kansu occidental (Kan-tcheou i Sou-tcheou) però no s'hi van mantenir; a Corea foren rebutjats pels coreans que van rebre l'ajut dels djürchät de la regió de l'Ussuri (1014). El 1017 van intentar la conquesta de Kashgària i la regió de l'Issiq-kul, en poder dels turcs karakhànides, i van avançar fins a Balasagun a la riba del Tchou superior a l'oest de l'Issiq-koul, però foren refusats per la kan karakhànida Tugan. El 1044 els kitan van atacar a Si-Hia per la zona de l'Ordos però foren rebutjats.

## Final del regne
Per liquidar als khitan, l'emperador Tianzuo de Liao va decidir cridar a bàrbars més llunyans. Els Liao estaven prou adaptats a la cultura xinesa per ser uns veïns acceptables però no era el cas del poble que vivia més enllà, als boscos de l'Ussuri i nord-est de Manxúria, coneguts com els jurtxets que estaven sent organitzats per un cap enèrgic de nom Āgǔdǎ, del clan reial Wányán. Després de l'aliança amb els xinesos,
A principis de 1114, Wányán Āgǔdǎ, líder del clan Wanyan, al nord de Manxúria va enviar espies al territori Liao i es va preparar per revoltar-se contra el règim dels khitan, que considerava decadent, capturant Ningjiangzhou i derrotant-lo a la batalla de Chuhedian al novembre. El gener de 1115, després d'una sèrie d'èxits militars controlava prou territori i es va proclamar emperador de la Xina establint la dinastia Jin. A l'agost, el seu exèrcit va conquerir la prefectura de Huanglong i va derrotar de nou a Liao a la batalla de Hubudagang. El 1116, Aguda havia completat la conquesta de tota la península de Liaodong i amb la presa de Liaoyang tota Manxúria va passar als jurtxets).
Lin-huang (capital septentrional dels kithan, al nord del modern Jehol) va caure el 1120; Ta-ting, la capital central i Ta-t'ong al nord de Shanxi el 1122. Pequín havia de passar a la Xina segons els termes del tractat entre l'Imperi i els jurtxets, però els xinesos no van poder ocupar la ciutat i finalment foren els bàrbars els que ho van fer en 1122 però la van entregar a la Xina el 1123. Tianzuo de Liao es va refugiar a la zona de Kuku-khoto i va tractar de resistir a la comarca de Wou-tcheou en 1124 però fou derrotat diverses vegades i finalment capturat el 1125. Tanmateix, els khitan restants, dirigits per Yelü Dashi (emperador Dezong de Liao), van establir la dinastia Liao occidental o Kara-khitai, que va governar parts de l'Àsia central durant gairebé un segle abans de ser conquerida pels mongols de Khublai Khan, que va establir la dinastia Yuan.

## Llista de sobirans
- T'ai Tsu (A-pao-ki) 907-926
- T'ai Tsung (Tö-kuang) 926-947
- Shizong (Ye-liu Yuan) 947-951
- Mu Tsung (Ye-liu King) 951-968
- Ching Tsung (Ye-liu-Hien) 968-982
- Sheng Tsung (Long-siu) 982-1031
- Hsing Tsung 1031-1055
- Tao Tsung 1055-1101
- T'ien-Tsu Ti (Ye-liu Yen-hi) 1101-1125